# Home Again (New Edition)
Home Again è il sesto album in studio del gruppo statunitense New Edition, pubblicato nel 1996.

## Descrizione
Questo è l'unico album del gruppo a presentare tutti i sei membri della band, compreso Bobby Brown, uscitone nel 1985. Si tratta del loro ultimo album pubblicato sotto l'etichetta MCA Records.
Ha debuttato alla posizione numero 1 della Billboard 200 ed ha venduto oltre due milioni di copie, aggiudicandosi due dischi di platino.
Dall'album sono stati estratti cinque singoli: Hit Me Off, I'm Still In Love With You, You Don't Have To Worry, Something About You e One More Day.

## Tracce
1. Oh, Yeah, It Feels So Good – 6:02
2. Hit Me Off – 4:21
3. You Don't Have To Worry – 4:42
4. Tighten It Up – 4:00
5. Shop Around – 3:25
6. Hear Me Out – 5:12
7. Something About You – 4:48
8. Try Again – 4:24
9. How Do You Like Your Love Served – 5:32
10. [[One More Day]] – 5:03
11. I'm Still in Love with You – 4:39
12. Thank You (The J.G. Interlude) – 2:39
13. Home Again – 6:24